# Plagiostachys parva
Plagiostachys parva är en enhjärtbladig växtart som beskrevs av Elizabeth Jill Cowley. Plagiostachys parva ingår i släktet Plagiostachys och familjen Zingiberaceae. Inga underarter finns listade i Catalogue of Life.